# Gustav Kaufmann (SA-Mitglied)
Adolf Gustav Kaufmann, auch Gustl Kaufmann, (* 20. Dezember 1902 in Przemyśl, heute in Polen; † 20. August 1974 in Freising) war im nationalsozialistischen Deutschen Reich SA-Standartenführer, Leiter der Inspektionsabteilung der Zentraldienststelle-T4, stellvertretender Bezirksleiter der NSDAP im Generalbezirk Taurien/Krim und Kreisleiter in Budweis.

## Leben
Kaufmanns Geburtsort Przemysl gehörte damals zu Österreich-Ungarn, sein Vater war österreichischer Bahninspekteur. Die Schule besuchte Gustav Kaufmann in Ried im Innkreis in Oberösterreich. Im September 1917 meldete er sich freiwillig zur österreichischen Kriegsmarine und nahm am Ersten Weltkrieg teil. Nach Kriegsende erlernte Kaufmann das Maschinenbauhandwerk in Ried. Von 1921 bis 1934 arbeitete er im kaufmännischen Bereich bei der Österreichischen Bundesbahn. Neben seinem Beruf legte er 1923 an der Bundesgewerbeschule für Maschinenbau und Elektrotechnik in Linz einen Abschluss ab. 
In die SA trat er am 3. Januar 1923 ein; im gleichen Jahr wurde er Mitglied einer NSDAP-Vorgängerorganisation. Der NSDAP-Ortsgruppe Linz trat er zum 1. Oktober 1926 bei (Mitgliedsnummer 50.524). In der SA erreichte er am 1. Jänner 1933 den Rang eines Sturmführers, am 9. November des gleichen Jahres wurde er zum SA-Obersturmführer befördert. 1934 wurde er wegen Hochverrats, Waffen- und Sprengstoffbesitzes verhaftet und verlor deshalb seine Stellung als Bahnbeamter. Nach viereinhalb Monaten in Untersuchungshaft siedelte er nach Deutschland über.
Ab 1935 arbeitete Kaufmann hauptberuflich für die SA. 1937 übernahm er die Stelle eines Gauinspektors bei der Gauleitung Pommern in Stettin, Gauleiter war hier Franz Schwede-Coburg. In der SA wurde Kaufmann weiter befördert und erreichte am 30. Januar 1942 den Rang eines SA-Standartenführers.
1939 wurde Kaufmann zur Kriegsmarine einberufen, war jedoch etwa ab Januar 1940 beurlaubt: Kaufmann wechselte in die Zentraldienststelle-T4, der Organisation, die mit der Durchführung des nationalsozialistischen „Euthanasie“-Programms, also der Ermordung von Kranken und Behinderten (im Nachkriegssprachgebrauch „Aktion T4“) beauftragt war. Dort übernahm er als Leiter die Inspektionsabteilung, die die Einrichtung und Überprüfung der diversen Vergasungsanstalten vorzunehmen und die Verhandlungen mit Behörden und Parteidienststellen abzuwickeln hatte. Die Verrechnung der Unterbringungskosten mit den entsprechenden Kosten- bzw. Rententrägern wurde ab Frühjahr 1941 in die Zentralverrechnungsstelle unter ihrem neuen Leiter Hans-Joachim Becker ausgegliedert. Zeitweise war Kaufmann auch Leiter des Hauses „Schoberstein“, eines T4-Erholungsheimes in Weißenbach am Attersee.
Auch seine beiden Brüder Rudolf und Reinhold waren in der Kanzlei des Führers beschäftigt oder an der Aktion T4 beteiligt.
Am 31. Januar 1942 kehrte Kaufmann nach Beendigung der ersten Phase des „Euthanasie“-Programms als Gauamtsleiter der NSDAP-Gauleitung nach Pommern zurück. Ab Oktober 1942 fungierte er beim Reichskommissar Ukraine als stellvertretender Bezirksleiter der NSDAP im Generalbezirk Taurien/Krim. Ein Jahr später musste er aufgrund des Kriegsverlaufs zur Gauleitung nach Pommern zurückkehren. Befördert zum Oberbereichsleiter der NSDAP wurde Kaufmann im Juli 1944 kommissarischer Kreisleiter im Kreis Budweis.
Nach dem Krieg arbeitete Kaufmann als Kontrolleur bei BMW und als Vertreter für Laboreinrichtungen. Erst am 21. Juli 1965 wurde er verhaftet. Der Prozess gegen ihn sowie gegen Dietrich Allers, den ehemaligen Geschäftsführer der Zentraldienststelle-T4 und Reinhold Vorberg, den Leiter der „Gemeinnützigen Krankentransport GmbH“ begann am 25. April 1967. Zwei Monate später, am 29. Juni 1967, dem 18. Verhandlungstag, wurde das Verfahren gegen Kaufmann aus gesundheitlichen Gründen vorläufig eingestellt, nachdem er am 25. Juni 1967 einen Herzinfarkt erlitten hatte. Zwei Gutachten vom 9. Juli 1968 und 8. September 1969 erklärten ihn schließlich endgültig für verhandlungsunfähig.
Gustav Adolf Kaufmann starb am 20. August 1974 in Freising.